# Charles Matson Odahl
Charles Matson Odahl (Fresno, California; 1 de julio de 1944) es un profesor emérito estadounidense de Historia Europea y Lenguas Clásicas. Desde 1975 fue profesor de Historia y Latín en la Universidad Estatal de Boise; también ha sido profesor invitado en la Universidad de Avignon en Francia y en el Bath College of Higher Education en Gran Bretaña. Asimismo, ha publicado cinco libros y casi cincuenta artículos en diversas revistas académicas.

## Biografía
Charles Matson Odahl nació en Fresno, California el 1 de julio de 1944; sus padres fueron Albert Charles Odahl y Audrey Ruth (Weinberg). En 1966 se graduó de Bachiller en la Universidad Estatal de California en Fresno. En 1968 estudió una maestría en Historia Europea y Lenguas Clásicas en la misma universidad. En 1976 siguió un Ph. D. en Historia Griega, Romana y Medieval de la Universidad de California en San Diego.
Desde el año 1975, Odahl se ha desempeñado como profesor de historia antigua y medieval, además de latín clásico en la Universidad Estatal de Boise en Idaho. Ha sido profesor invitado en la Universidad de Avignon en Francia y en el Bath College of Higher Education en Gran Bretaña.
Odahl se casó con Linda Kay el 20 de diciembre de 1968 con quien tuvo una hija llamada Charlynn Anne. Se divorció en junio de 1979 y sigue viviendo en su ciudad natal.

## Publicaciones
- Early Christian Latin Literature: Readings from the Ancient Texts, Ares Pub, 1995.
- Constantine and the Christian Empire, Routledge, 2004.
- Cicero and the Catilinarian Conspiracy, Routledge, 2009.